# Хлевиці (Західнопоморське воєводство)
Хлевиці (пол. Chlewice, нім. Klewitz) — село в Польщі, у гміні Болешковиці Мисліборського повіту Західнопоморського воєводства.
Населення — 83 особи (2011).
У 1975-1998 роках село належало до Гожовського воєводства.

## Демографія
Демографічна структура станом на 31 березня 2011 року:
|          | Загалом | Допрацездатний вік | Працездатний вік | Постпрацездатний вік |
| -------- | ------- | ------------------ | ---------------- | -------------------- |
| Чоловіки | 44      | 8                  | 30               | 6                    |
| Жінки    | 39      | 3                  | 26               | 10                   |
| Разом    | 83      | 11                 | 56               | 16                   |